# Queens diskografi
Queen är en brittisk rockgrupp som bildades 1970 i London av gitarristen Brian May, sångaren Freddie Mercury och trummisen Roger Taylor. Basisten John Deacon anslöt sig till bandet året därpå och 1973 släpptes deras självbetitlade debutalbum. Queen lyckades inte göra någon omedelbar succé, men blev allt populärare efter att deras andra självbetitlade album, Queen II, släpptes året därpå. 1975 släpptes singeln "Bohemian Rhapsody", som låg som etta i nio veckor på den brittiska singellistan (samt ytterligare fem veckor 1991) och är Storbritanniens tredje mest sålda singel någonsin. Bandets samlingsalbum Greatest Hits, som släpptes 1981, är det mest sålda albumet i Storbritannien någonsin med 6 miljoner sålda kopior fram till 2014. Samlingsalbumet från 1991, Greatest Hits II, är också ett av de tio mest sålda albumen i Storbritannien någonsin med 3,8 miljoner sålda kopior fram till 2012.
1972 skrevs ett produktionskontrakt mellan Queen och Trident Studios. Senare i karriären skrev Queen på ett skivkontrakt med EMI samt Elektra i USA. Bandet kom att stanna kvar vid EMI under hela karriären, men bröt kontraktet med Elektra 1983 och gick istället över till Capitol Records. Detta kontrakt varade dock inte längre än till 1990, då bandet bröt kontraktet med Capitol och istället skrev på för Disney's Hollywood Records, som numera står som ägare till Queens samtliga musikutgivningar i Nordamerika. 1991 blev Queens samtliga utgivningar remastrade och återutgivna av Hollywood på CD och kassettband i USA och 13 album (alla studioalbum fram till The Works samt Live Killers och Greatest Hits) blev remastrade vid Abbey Road Studios och utgavs på CD och kassettband i Storbritannien mellan juli 1993 och mars 1994. Queens samtliga utgivningar remastrades och återutgavs i Storbritannien såväl som resten av världen (utom USA) 2011 för att fira bandets 40-årsjubileum såväl för att uppmärksamma att det då hade varit 20 år sedan Mercury avled. De låtar som remastrades 2011 gavs ut av det Universal-ägda skivbolaget Island Records eftersom bandets kontrakt med EMI utlöpte 2010. Samma låtar släpptes också som SACD av Universal Music Japan, mellan november 2011 och april 2012. I en intervju med BBC Wales i maj 2014 berättade gitarristen Brian May om ett nytt samlingsalbum med titeln Queen Forever som gavs ut i november samma år.

## Album

### Studioalbum
| År                                                    | Albuminformation                                                                                  | Högsta listplaceringar | Högsta listplaceringar | Högsta listplaceringar | Högsta listplaceringar | Högsta listplaceringar | Högsta listplaceringar | Högsta listplaceringar | Högsta listplaceringar | Högsta listplaceringar | Högsta listplaceringar | Certifikat |
| År                                                    | Albuminformation                                                                                  | AUS                    | FRA                    | JAP                    | NL                     | NOR                    | SVE                    | TYS                    | UK                     | USA                    | ÖST                    | Certifikat |
| ----------------------------------------------------- | ------------------------------------------------------------------------------------------------- | ---------------------- | ---------------------- | ---------------------- | ---------------------- | ---------------------- | ---------------------- | ---------------------- | ---------------------- | ---------------------- | ---------------------- | --- |
| 1973                                                  | Queen - Släppt: 13 juli 1973 - Skivbolag: EMI (#EMC 3006) - Format: LP                            | 77                     | —                      | 52                     | —                      | —                      | —                      | —                      | 24                     | 83                     | —                      | - Storbritannien: Guld - USA: Guld                                                                                               |
| 1974                                                  | Queen II - Släppt: 8 mars 1974 - Skivbolag: EMI (#EMA 767) - Format: LP                           | 79                     | —                      | 26                     | —                      | 19                     | —                      | —                      | 5                      | 49                     | —                      | - Storbritannien: Guld - USA: Guld                                                                                               |
| 1974                                                  | Sheer Heart Attack - Släppt: 8 november 1974 - Skivbolag: EMI (#EMC 3061) - Format: LP            | 19                     | 6                      | 23                     | 7                      | 9                      | —                      | —                      | 2                      | 12                     | —                      | - Nederländerna: Platina - Storbritannien: Platina - Japan: Guld - USA: Guld                                                     |
| 1975                                                  | A Night at the Opera - Släppt: 21 november 1975 - Skivbolag: EMI (#EMTC 103) - Format: LP         | 1                      | 16                     | 9                      | 1                      | 4                      | 10                     | 5                      | 1                      | 4                      | 9                      | - USA: 3× platina - Storbritannien: Platina - Tyskland: Platina - Österrike: Guld                                                |
| 1976                                                  | A Day at the Races - Släppt: 10 december 1976 - Skivbolag: EMI (#EMT 103) - Format: LP            | 8                      | —                      | 1                      | 1                      | 3                      | 8                      | 10                     | 1                      | 5                      | 8                      | - USA: Platina - Storbritannien: Guld - Tyskland: Guld                                                                           |
| 1977                                                  | News of the World - Släppt: 28 oktober 1977 - Skivbolag: EMI (#EMA 784) - Format: LP              | 8                      | 1                      | 3                      | 1                      | 4                      | 9                      | 7                      | 4                      | 3                      | 9                      | - USA: 4× platina - Nederländerna: Platina - Tyskland: Platina - Frankrike: Guld - Storbritannien: Guld                          |
| 1978                                                  | Jazz - Släppt: 10 november 1978 - Skivbolag: EMI (#EMA 788) - Format: LP                          | 15                     | 7                      | 5                      | 3                      | 6                      | 6                      | 5                      | 2                      | 6                      | 8                      | - Nederländerna: Platina - USA: Platina - Frankrike: Guld - Storbritannien: Guld - Tyskland: Guld - Österrike: Guld              |
| 1980                                                  | The Game - Släppt: 27 juni 1980 - Skivbolag: EMI (#EMA 795) - Format: LP                          | 11                     | 17                     | 5                      | 1                      | 2                      | 7                      | 2                      | 1                      | 1                      | 5                      | - USA: 4× platina - Nederländerna: Guld - Storbritannien: Guld - Tyskland: Guld - Österrike: Guld                                |
| 1980                                                  | Flash Gordon - Släppt: 5 december 1980 - Skivbolag: EMI (#EMC 3351) - Format: LP                  | 29                     | —                      | 12                     | 7                      | 25                     | 29                     | 2                      | 10                     | 23                     | 1                      | - Storbritannien: Guld |
| 1982                                                  | Hot Space - Släppt: 3 maj 1982 - Skivbolag: EMI (#EMA 797) - Format: LP                           | 15                     | 7                      | 6                      | 1                      | 3                      | 4                      | 5                      | 4                      | 22                     | 1                      | - Storbritannien: Guld - USA: Guld - Österrike: Guld                                                                             |
| 1984                                                  | The Works - Släppt: 27 februari 1984 - Skivbolag: EMI (#EMC 240014) - Format: LP                  | 12                     | 14                     | 7                      | 1                      | 2                      | 3                      | 3                      | 2                      | 23                     | 2                      | - Storbritannien: Platina - Tyskland: Platina - Österrike: Platina - Nederländerna: Guld - USA: Guld                             |
| 1986                                                  | A Kind of Magic - Släppt: 2 juni 1986 - Skivbolag: EMI (#EU 3509) - Format: LP, CD                | 12                     | 6                      | 25                     | 2                      | 5                      | 9                      | 4                      | 1                      | 46                     | 3                      | - Storbritannien: 2× platina - Österrike: Platina - Tyskland: 3× guld - Frankrike: Guld - USA: Guld                              |
| 1989                                                  | The Miracle - Släppt: 22 maj 1989 - Skivbolag: Parlophone/EMI (#PCSD 107) - Format: LP, CD        | 4                      | 11                     | 23                     | 1                      | 2                      | 6                      | 1                      | 1                      | 24                     | 1                      | - Nederländerna: Platina - Storbritannien: Platina - Tyskland: Platina - Frankrike: Guld - USA: Guld - Österrike: Guld           |
| 1991                                                  | Innuendo - Släppt: 5 februari 1991 - Skivbolag: Parlophone/EMI (#PCSD 115) - Format: LP, CD       | 6                      | 9                      | 17                     | 1                      | 8                      | 9                      | 1                      | 1                      | 30                     | 2                      | - Nederländerna: 2× platina - Frankrike: Platina - Storbritannien: Platina - Tyskland: Platina - Österrike: Platina - USA: Guld  |
| 1995                                                  | Made in Heaven - Släppt: 6 november 1995 - Skivbolag: Parlophone/EMI (#PCSD 167) - Format: LP, CD | 3                      | 2                      | 10                     | 1                      | 2                      | 1                      | 1                      | 1                      | 58                     | 1                      | - Storbritannien: 4× platina - Tyskland: 3× platina - Frankrike: 2× platina - Österrike: 2× platina - Norge: Platina - USA: Guld |
| "—" betecknar att albumet inte tog sig upp på listan. |                                                                                                   |                        |                        |                        |                        |                        |                        |                        |                        |                        |                        | |

### Livealbum
| År                                                    | Albuminformation | Högsta listplaceringar | Högsta listplaceringar | Högsta listplaceringar | Högsta listplaceringar | Högsta listplaceringar | Högsta listplaceringar | Högsta listplaceringar | Högsta listplaceringar | Högsta listplaceringar | Högsta listplaceringar | Certifikat |
| År                                                    | Albuminformation | AUS                    | FRA                    | JAP                    | NL                     | SCH                    | SVE                    | TYS                    | UK                     | USA                    | ÖST                    | Certifikat |
| ----------------------------------------------------- | --- | ---------------------- | ---------------------- | ---------------------- | ---------------------- | ---------------------- | ---------------------- | ---------------------- | ---------------------- | ---------------------- | ---------------------- | --- |
| 1979                                                  | Live Killers - Släppt: 22 juni 1979 - Skivbolag: EMI (#EMSP 330) - Format: LP                                                    | 25                     | —                      | 9                      | 9                      | 34                     | 15                     | 4                      | 3                      | 16                     | 3                      | - USA: 2× platina - Nederländerna: Guld - Schweiz: Guld - Storbritannien: Guld - Tyskland: Guld - Österrike: Guld                      |
| 1986                                                  | Live Magic - Släppt: 1 december 1986 - Skivbolag: EMI (#CDP 7464132) - Format: LP                                                | —                      | —                      | 49                     | 24                     | 26                     | 50                     | 15                     | 3                      | —                      | 13                     | - Schweiz: Platina - Storbritannien: Platina - Tyskland: Guld - Österrike: Guld                                                        |
| 1989                                                  | At the Beeb - Släppt: 4 december 1989 - Skivbolag: Band of Joy (#BOJLP 001) - Format: LP                                         | —                      | —                      | —                      | —                      | —                      | —                      | —                      | 67                     | —                      | —                      | |
| 1992                                                  | Live at Wembley '86 - Släppt: 26 maj 1992 - Skivbolag: Parlophone/EMI (#CDPCSP 725) - Format: Dubbel-CD, DVD[!]                  | —                      | 2                      | 81                     | 12                     | 6                      | 29                     | 20                     | 2                      | 53                     | 6                      | - Frankrike: Platina - Storbritannien: Platina - USA: Platina - Nederländerna: Guld - Schweiz: Guld - Tyskland: Guld - Österrike: Guld |
| 2004                                                  | Queen on Fire – Live at the Bowl - Släppt: 4 november 2004 - Skivbolag: Parlophone/EMI (#8632112) - Format: Dubbel-CD, DVD       | —                      | 75                     | 85                     | 74                     | 52                     | —                      | 10                     | 20                     | —                      | 23                     | - Tyskland: Platina - Schweiz: Guld - Storbritannien: Guld - Österrike: Guld                                                           |
| 2007                                                  | Queen Rock Montreal - Släppt: 29 oktober 2007 - Skivbolag: Parlophone/EMI (#5040472) - Format: Dubbel-CD, trippel-LP             | —                      | 111                    | —                      | 54                     | 27                     | —                      | 17                     | 20                     | —                      | 25                     | |
| 2014                                                  | Live at the Rainbow '74 - Släppt: 8 september 2014 - Skivbolag: Universal - Format: CD, dubbel-CD, DVD, SD Blu-ray, fyrdubbel-LP | 99                     | 55                     | 28                     | 7                      | 19                     | —                      | 9                      | 11                     | 66                     | 12                     | |
| "—" betecknar att albumet inte tog sig upp på listan. | |                        |                        |                        |                        |                        |                        |                        |                        |                        |                        | |

Noteringar
- ^  DVD-versionen av albumet gavs ut 2003.

### Samlingsalbum
| År                                                    | Albuminformation | Högsta listplaceringar | Högsta listplaceringar | Högsta listplaceringar | Högsta listplaceringar | Högsta listplaceringar | Högsta listplaceringar | Högsta listplaceringar | Högsta listplaceringar | Högsta listplaceringar | Högsta listplaceringar | Certifikat |
| År                                                    | Albuminformation | AUS                    | FRA[!]                 | JAP                    | NL                     | SCH                    | SVE                    | TYS                    | UK                     | USA                    | ÖST                    | Certifikat |
| ----------------------------------------------------- | --- | ---------------------- | ---------------------- | ---------------------- | ---------------------- | ---------------------- | ---------------------- | ---------------------- | ---------------------- | ---------------------- | ---------------------- | --- |
| 1981                                                  | Greatest Hits - Släppt: 26 oktober 1981 - Skivbolag: Parlophone/Hollywood (#EMYV 30) - Format: LP                    | 2                      | 5 [A]                  | 9                      | 1                      | 5                      | 21                     | 1                      | 1                      | 14                     | 1                      | - Australien: 14× platina - Storbritannien: 11× platina - USA: 8× platina - Schweiz: 5× platina - Österrike: 4× platina - Tyskland: 7× guld - Nederländerna: Platina - Sverige: Guld |
| 1991                                                  | Greatest Hits II - Släppt: 28 oktober 1991 - Skivbolag: Parlophone/Hollywood (#PMTV 2) - Format: LP, CD              | 4                      | 1 [B]                  | 34                     | 1                      | 1                      | 2                      | 2                      | 1                      | —                      | 1                      | - Frankrike: Diamant - Australien: 8× platina - Storbritannien: 8× platina - Nederländerna: 5× platina - Schweiz: 5× platina - Österrike: 4× platina - Tyskland: 9× guld             |
| 1992                                                  | Classic Queen - Släppt: 10 mars 1992 - Skivbolag: Hollywood - Format: CD                                             | —                      | —                      | —                      | —                      | —                      | —                      | —                      | —                      | 4                      | —                      | - USA: 3× platina |
| 1992                                                  | The 12" Collection - Släppt: 1992 - Skivbolag: Parlophone/EMI - Format: CD                                           | —                      | —                      | —                      | —                      | —                      | —                      | —                      | —                      | —                      | —                      | |
| 1997                                                  | Queen Rocks - Släppt: 3 november 1997 - Skivbolag: Parlophone/Hollywood (#8230912) - Format: Dubbel-LP               | —                      | —                      | 22                     | 14                     | 16                     | 51                     | 12                     | 7                      | —                      | 16                     | - Storbritannien: Platina - Australien: Guld - Frankrike: Guld |
| 1999                                                  | Greatest Hits III - Släppt: 9 november 1999 - Skivbolag: Parlophone/Hollywood (#5238942) - Format: Dubbel-LP         | —                      | 9                      | 25                     | 8                      | 4                      | 19                     | 5                      | 5                      | —                      | 2                      | - Storbritannien: 2× platina - Nederländerna: Platina - Tyskland: Guld - Schweiz: Guld - Österrike: Guld                                                                             |
| 2006                                                  | Stone Cold Classics - Släppt: 11 april 2006 - Skivbolag: Hollywood - Format: CD                                      | —                      | —                      | —                      | —                      | —                      | —                      | —                      | —                      | —                      | —                      | |
| 2007                                                  | The A–Z of Queen, Volume 1 - Släppt: 10 juli 2007 - Skivbolag: Hollywood - Format: CD, DVD                           | —                      | —                      | —                      | —                      | —                      | —                      | —                      | —                      | —                      | —                      | |
| 2009                                                  | Absolute Greatest - Släppt: 16 november 2009 - Skivbolag: Parlophone/Hollywood (#3091952) - Format: CD, sexdubbel-LP | 18                     | 11                     | 23                     | 36                     | 15                     | 5                      | 23                     | 3                      | 195                    | 10                     | - Storbritannien: 2× platina - Australien: Guld |
| 2011                                                  | Deep Cuts, Volume 1 (1973–1976) - Släppt: 14 mars 2011 - Skivbolag: Island - Format: CD                              | —                      | —                      | —                      | —                      | —                      | —                      | —                      | 92                     | —                      | —                      | |
| 2011                                                  | Deep Cuts, Volume 2 (1977–1982) - Släppt: 27 juni 2011 - Skivbolag: Island - Format: CD                              | —                      | —                      | 293                    | —                      | —                      | —                      | —                      | 175                    | —                      | —                      | |
| 2011                                                  | Deep Cuts, Volume 3 (1984–1995) - Släppt: 5 september 2011 - Skivbolag: Island - Format: CD                          | —                      | —                      | —                      | —                      | —                      | —                      | —                      | 155                    | —                      | —                      | |
| 2013                                                  | Icon - Släppt: 11 juni 2013 - Skivbolag: Hollywood - Format: CD                                                      | —                      | —                      | —                      | —                      | —                      | —                      | —                      | —                      | —                      | —                      | |
| 2014                                                  | Queen Forever - Släppt: 10 november 2014 - Skivbolag: Hollywood/Island - Format: CD, dubbel-CD, fyrdubbel-LP         | 35                     | 12                     | 16                     | 3                      | 4                      | 28                     | 7                      | 5                      | 38                     | 8                      | - Italien: Guld - Polen: Guld - Storbritannien: Guld |
| "—" betecknar att albumet inte tog sig upp på listan. | |                        |                        |                        |                        |                        |                        |                        |                        |                        |                        | |

Noteringar
- A^  Greatest Hits listades från början som nummer 5 på topplistan för samlingsalbum, men den remastrade versionen 2011 kvalificerade sig för en plats på topp 200 albumlistan när den listades som nummer 56 i mars 2011.[11]
- B^  Greatest Hits II listades från början som nummer 1 på topplistan för samlingsalbum, men den remastrade versionen 2011 kvalificerade sig för en plats på topp 200 albumlistan när den listades som nummer 57 i mars 2011.[11]
- ^  Innan 2011 listades inte samlingsalbum på topp 200 albumlistan i Frankrike, utan listades på en separat lista endast för samlingsalbum. De franska listpositionerna för samlingsalbumen som visas här är deras högsta position på den franska topplistan för samlingsalbum.

## Samlingsboxar
| År                                                    | Albuminformation                                                                                                 | Högsta listplaceringar | Högsta listplaceringar | Högsta listplaceringar | Högsta listplaceringar | Högsta listplaceringar | Högsta listplaceringar | Högsta listplaceringar | Högsta listplaceringar | Högsta listplaceringar | Högsta listplaceringar | Certifikat |
| År                                                    | Albuminformation                                                                                                 | AUS                    | FRA[!]                 | NL                     | NZL                    | SCH                    | SVE                    | TYS                    | UK                     | USA                    | ÖST                    | Certifikat |
| ----------------------------------------------------- | --- | ---------------------- | ---------------------- | ---------------------- | ---------------------- | ---------------------- | ---------------------- | ---------------------- | ---------------------- | ---------------------- | ---------------------- | --- |
| 1985                                                  | The Complete Works - Släppt: 2 december 1985 - Skivbolag: EMI - Format: LP, kassettband                          | —                      | —                      | —                      | —                      | —                      | —                      | —                      | —                      | —                      | —                      | |
| 1992                                                  | Box of Tricks - Släppt: 1992 - Skivbolag: Parlophone/EMI - Format: CD                                            | —                      | —                      | —                      | —                      | —                      | —                      | —                      | —                      | —                      | —                      | |
| 1995                                                  | Ultimate Queen - Släppt: 13 november 1995 - Skivbolag: Parlophone/EMI (#QUEENBOX20) - Format: CD                 | —                      | —                      | —                      | —                      | —                      | —                      | —                      | —                      | —                      | —                      | |
| 1998                                                  | The Crown Jewels - Släppt: 24 november 1998 - Skivbolag: Parlophone/EMI - Format: CD                             | —                      | —                      | —                      | —                      | —                      | —                      | —                      | —                      | —                      | —                      | |
| 2000                                                  | The Platinum Collection - Släppt: 13 november 2000 - Skivbolag: Parlophone/EMI/Hollywood (#5298832) - Format: CD | 21                     | 13                     | 5                      | 10                     | 41                     | 4                      | 54                     | 2                      | 48                     | 23                     | - Storbritannien: 6× platina - Nederländerna: 2× platina - USA: 2× platina - Australien: Platina - Frankrike: Guld - Schweiz: Guld - Tyskland: Guld |
| 2008                                                  | The Singles Collection Volume 1 - Släppt: 1 december 2008 - Skivbolag: Parlophone/EMI - Format: CD               | —                      | —                      | —                      | —                      | —                      | —                      | —                      | —                      | —                      | —                      | |
| 2009                                                  | The Singles Collection Volume 2 - Släppt: 15 juni 2009 - Skivbolag: Parlophone/EMI - Format: CD                  | —                      | —                      | —                      | —                      | —                      | —                      | —                      | —                      | —                      | —                      | |
| 2010                                                  | The Singles Collection Volume 3 - Släppt: 31 maj 2010 - Skivbolag: Parlophone/EMI - Format: CD                   | —                      | —                      | —                      | —                      | —                      | —                      | —                      | —                      | —                      | —                      | |
| 2010                                                  | The Singles Collection Volume 4 - Släppt: 18 oktober 2010 - Skivbolag: Parlophone/EMI - Format: CD               | —                      | —                      | —                      | —                      | —                      | —                      | —                      | —                      | —                      | —                      | |
| "—" betecknar att albumet inte tog sig upp på listan. | |                        |                        |                        |                        |                        |                        |                        |                        |                        |                        | |

Noteringar
- ^  Innan 2011 listades inte samlingsalbum på topp 200 albumlistan i Frankrike, utan listades på en separat lista endast för samlingsalbum. De franska listpositionerna för samlingsalbumen som visas här är deras högsta position på den franska topplistan för samlingsalbum.

## EP-skivor
| År                                                    | Albuminformation | Högsta listplaceringar | Högsta listplaceringar | Högsta listplaceringar | Högsta listplaceringar | Högsta listplaceringar | Högsta listplaceringar | Högsta listplaceringar | Högsta listplaceringar | Högsta listplaceringar | Högsta listplaceringar | Certifikat                                                                                         |
| År                                                    | Albuminformation | AUS                    | FRA                    | IRL                    | NL                     | NZL                    | SCH                    | TYS                    | UK                     | USA                    | ÖST                    | Certifikat                                                                                         |
| ----------------------------------------------------- | --- | ---------------------- | ---------------------- | ---------------------- | ---------------------- | ---------------------- | ---------------------- | ---------------------- | ---------------------- | ---------------------- | ---------------------- | -------------------------------------------------------------------------------------------------- |
| 1993                                                  | Five Live (med George Michael och Lisa Stansfield) - Släppt: 19 april 1993 - Skivbolag: Parlophone/EMI - Format: CD, kassettband | 17                     | 12                     | 1                      | 2                      | 9                      | 6                      | 8                      | 1                      | 30                     | 2                      | - Nederländerna: Platina - Schweiz: Guld - Storbritannien: Guld - Tyskland: Guld - Österrike: Guld |
| "—" betecknar att albumet inte tog sig upp på listan. | |                        |                        |                        |                        |                        |                        |                        |                        |                        |                        | |

## Singelskivor

### Singlar
| År                                                    | Titel                                                                       | Högsta listplaceringar | Högsta listplaceringar | Högsta listplaceringar | Högsta listplaceringar | Högsta listplaceringar | Högsta listplaceringar | Högsta listplaceringar | Högsta listplaceringar | Högsta listplaceringar | Högsta listplaceringar | Certifikat                                                                     | Album                         |
| År                                                    | Titel                                                                       | AUS                    | FRA                    | IRL                    | NL                     | NZL                    | SCH                    | TYS                    | UK                     | USA                    | ÖST                    | Certifikat                                                                     | Album                         |
| ----------------------------------------------------- | --------------------------------------------------------------------------- | ---------------------- | ---------------------- | ---------------------- | ---------------------- | ---------------------- | ---------------------- | ---------------------- | ---------------------- | ---------------------- | ---------------------- | ------------------------------------------------------------------------------ | ----------------------------- |
| 1973                                                  | "Keep Yourself Alive"                                                       | —                      | —                      | —                      | —                      | —                      | —                      | —                      | —                      | —                      | —                      |                                                                                | Queen                         |
| 1974                                                  | "Liar"                                                                      | —                      | —                      | —                      | —                      | —                      | —                      | —                      | —                      | —                      | —                      |                                                                                | Queen                         |
| 1974                                                  | "Seven Seas of Rhye"                                                        | —                      | —                      | —                      | —                      | —                      | —                      | —                      | 10                     | —                      | —                      | Queen II                                                                       |                               |
| 1974                                                  | "Killer Queen"/"Flick of the Wrist"                                         | 24                     | —                      | 2                      | 3                      | —                      | —                      | 12                     | 2                      | 12                     | 10                     | - Storbritannien: Silver                                                       | Sheer Heart Attack            |
| 1975                                                  | "Now I'm Here"                                                              | —                      | —                      | 14                     | 29                     | —                      | —                      | 25                     | 11                     | —                      | —                      |                                                                                | Sheer Heart Attack            |
| 1975                                                  | "Keep Yourself Alive" (omlansering)                                         | —                      | —                      | —                      | —                      | —                      | —                      | —                      | —                      | —                      | —                      | Queen                                                                          |                               |
| 1975                                                  | "Bohemian Rhapsody"                                                         | 1                      | —                      | 1                      | 1                      | 1                      | 4                      | 7                      | 1                      | 9                      | —                      | - USA: 4× platina - Storbritannien: 3× platina - Italien: Guld                 | A Night at the Opera          |
| 1976                                                  | "You're My Best Friend"                                                     | 40                     | —                      | 3                      | 6                      | —                      | —                      | —                      | 7                      | 16                     | —                      |                                                                                | A Night at the Opera          |
| 1976                                                  | "Somebody to Love"                                                          | 15                     | —                      | 6                      | 1                      | —                      | —                      | 21                     | 2                      | 13                     | —                      | A Day at the Races                                                             |                               |
| 1977                                                  | "Tie Your Mother Down"                                                      | 47                     | —                      | —                      | 10                     | —                      | —                      | —                      | 31                     | 49                     | —                      | A Day at the Races                                                             |                               |
| 1977                                                  | "Good Old-Fashioned Lover Boy"                                              | —                      | —                      | —                      | —                      | —                      | —                      | —                      | 17                     | —                      | —                      | A Day at the Races                                                             |                               |
| 1977                                                  | "Teo Torriatte (Let Us Cling Together)"                                     | —                      | —                      | —                      | —                      | —                      | —                      | —                      | —                      | —                      | —                      | A Day at the Races                                                             |                               |
| 1977                                                  | "Long Away"                                                                 | —                      | —                      | —                      | —                      | —                      | —                      | —                      | —                      | —                      | —                      | A Day at the Races                                                             |                               |
| 1977                                                  | "We Are the Champions"/"We Will Rock You"                                   | 8                      | 1                      | 3                      | 2                      | 8                      | —                      | 13                     | 2                      | 4                      | 12                     | - USA: 3× platina - Storbritannien: Guld - Frankrike: Silver+Guld              | News of the World             |
| 1978                                                  | "Spread Your Wings"                                                         | —                      | —                      | —                      | 26                     | —                      | —                      | 29                     | 34                     | —                      | —                      |                                                                                | News of the World             |
| 1978                                                  | "It's Late"                                                                 | —                      | —                      | —                      | —                      | —                      | —                      | —                      | —                      | 74                     | —                      |                                                                                | News of the World             |
| 1978                                                  | "Bicycle Race"/"Fat Bottomed Girls"                                         | 25                     | —                      | 10                     | 5                      | 20                     | —                      | 27                     | 11                     | 24                     | 21                     | - Storbritannien: Silver                                                       | Jazz                          |
| 1979                                                  | "Don't Stop Me Now"                                                         | —                      | 148                    | 10                     | 16                     | —                      | —                      | 35                     | 9                      | 86                     | —                      | - Italien: Guld - Storbritannien: Guld - USA: Guld                             | Jazz                          |
| 1979                                                  | "Mustapha"                                                                  | —                      | —                      | —                      | —                      | —                      | —                      | —                      | —                      | —                      | —                      |                                                                                | Jazz                          |
| 1979                                                  | "Jealousy"                                                                  | —                      | —                      | —                      | —                      | —                      | —                      | —                      | —                      | —                      | —                      |                                                                                | Jazz                          |
| 1979                                                  | "Love of My Life" (live)                                                    | —                      | —                      | —                      | —                      | —                      | —                      | —                      | 63                     | —                      | —                      | Live Killers                                                                   |                               |
| 1979                                                  | "We Will Rock You" (live)                                                   | —                      | —                      | —                      | —                      | —                      | —                      | —                      | —                      | —                      | —                      | Live Killers                                                                   |                               |
| 1979                                                  | "Crazy Little Thing Called Love"                                            | 1                      | —                      | 2                      | 1                      | 2                      | 5                      | 13                     | 2                      | 1                      | 9                      | - Australien: Platina - Nederländerna: Guld - Storbritannien: Guld - USA: Guld | The Game                      |
| 1980                                                  | "Save Me"                                                                   | 76                     | 10                     | 8                      | 6                      | —                      | —                      | 42                     | 11                     | —                      | —                      |                                                                                | The Game                      |
| 1980                                                  | "Play the Game"                                                             | 85                     | —                      | 9                      | 10                     | —                      | 8                      | 40                     | 14                     | 42                     | —                      |                                                                                | The Game                      |
| 1980                                                  | "Another One Bites the Dust"                                                | 5                      | —                      | 4                      | 11                     | 2                      | 8                      | 6                      | 7                      | 1                      | 6                      | - USA: Platina                                                                 | The Game                      |
| 1980                                                  | "Need Your Loving Tonight"                                                  | —                      | —                      | —                      | —                      | —                      | —                      | —                      | —                      | 44                     | —                      |                                                                                | The Game                      |
| 1980                                                  | "Flash"                                                                     | 16                     | 5                      | 10                     | 13                     | 32                     | —                      | 3                      | 10                     | 42                     | 1                      | - Storbritannien: Silver                                                       | Flash Gordon-soundtrack       |
| 1981                                                  | "Under Pressure" (med David Bowie)                                          | 6                      | 5                      | 2                      | 1                      | 6                      | 10                     | 21                     | 1                      | 29                     | 10                     | - Storbritannien: Silver                                                       | Hot Space                     |
| 1982                                                  | "Body Language"                                                             | 23                     | —                      | 13                     | 4                      | 19                     | —                      | 27                     | 25                     | 11                     | 11                     |                                                                                | Hot Space                     |
| 1982                                                  | "Las Palabras de Amor (The Words of Love)"                                  | —                      | —                      | 10                     | 18                     | —                      | 13                     | 68                     | 17                     | —                      | —                      |                                                                                | Hot Space                     |
| 1982                                                  | "Calling All Girls"                                                         | —                      | —                      | —                      | —                      | —                      | —                      | —                      | —                      | 60                     | —                      |                                                                                | Hot Space                     |
| 1982                                                  | "Staying Power"                                                             | —                      | —                      | —                      | —                      | —                      | —                      | —                      | —                      | —                      | —                      |                                                                                | Hot Space                     |
| 1982                                                  | "Back Chat"                                                                 | —                      | 3                      | 19                     | —                      | —                      | —                      | 69                     | 40                     | —                      | —                      |                                                                                | Hot Space                     |
| 1984                                                  | "Radio Ga Ga"                                                               | 2                      | 1                      | 1                      | 2                      | 4                      | 3                      | 2                      | 2                      | 16                     | 2                      | - Storbritannien: Silver                                                       | The Works                     |
| 1984                                                  | "I Want to Break Free"                                                      | 8                      | 9                      | 2                      | 1                      | 6                      | 2                      | 4                      | 3                      | 45                     | 1                      | - USA: Guld - Storbritannien: Silver                                           | The Works                     |
| 1984                                                  | "It's a Hard Life"                                                          | 65                     | —                      | 2                      | 20                     | 30                     | —                      | 26                     | 6                      | 72                     | —                      |                                                                                | The Works                     |
| 1984                                                  | "Hammer to Fall"                                                            | 69                     | —                      | 10                     | —                      | —                      | —                      | —                      | 13                     | —                      | —                      |                                                                                | The Works                     |
| 1984                                                  | "Thank God It's Christmas"                                                  | —                      | —                      | 8                      | 31                     | —                      | —                      | 57                     | 21                     | —                      | 21                     | Inget album                                                                    |                               |
| 1985                                                  | "One Vision"                                                                | 35                     | 76                     | 5                      | 21                     | —                      | 24                     | 26                     | 7                      | 61                     | —                      | A Kind of Magic                                                                |                               |
| 1986                                                  | "A Kind of Magic"                                                           | 25                     | 5                      | 4                      | 5                      | 23                     | 4                      | 6                      | 3                      | 42                     | 12                     | A Kind of Magic                                                                | - Brasilien: Platina          |
| 1986                                                  | "Princes of the Universe"                                                   | 32                     | —                      | —                      | —                      | —                      | —                      | —                      | —                      | —                      | —                      | A Kind of Magic                                                                |                               |
| 1986                                                  | "One Year of Love"                                                          | —                      | 56                     | —                      | —                      | —                      | —                      | —                      | —                      | —                      | —                      | A Kind of Magic                                                                |                               |
| 1986                                                  | "Friends Will Be Friends"                                                   | —                      | —                      | 4                      | 16                     | 50                     | 19                     | 20                     | 14                     | —                      | —                      | A Kind of Magic                                                                |                               |
| 1986                                                  | "Pain Is So Close to Pleasure"                                              | —                      | —                      | —                      | 43                     | —                      | —                      | 56                     | —                      | —                      | —                      | A Kind of Magic                                                                |                               |
| 1986                                                  | "Who Wants to Live Forever"                                                 | —                      | 5                      | 15                     | 6                      | —                      | —                      | 52                     | 24                     | —                      | —                      | A Kind of Magic                                                                |                               |
| 1989                                                  | "I Want It All"                                                             | 10                     | —                      | 3                      | 2                      | 3                      | 8                      | 9                      | 3                      | 50                     | 11                     | - Storbritannien: Silver                                                       | The Miracle                   |
| 1989                                                  | "Breakthru"                                                                 | 45                     | —                      | 6                      | 6                      | 45                     | 28                     | 24                     | 7                      | —                      | —                      |                                                                                | The Miracle                   |
| 1989                                                  | "The Invisible Man"                                                         | —                      | 1                      | 10                     | 6                      | 15                     | 30                     | 31                     | 12                     | —                      | —                      |                                                                                | The Miracle                   |
| 1989                                                  | "Scandal"                                                                   | —                      | —                      | 14                     | 12                     | —                      | —                      | —                      | 25                     | —                      | —                      |                                                                                | The Miracle                   |
| 1989                                                  | "The Miracle"                                                               | —                      | —                      | 23                     | 16                     | —                      | —                      | 78                     | 21                     | —                      | —                      |                                                                                | The Miracle                   |
| 1991                                                  | "Innuendo"                                                                  | 28                     | —                      | 4                      | 4                      | 10                     | 3                      | 5                      | 1                      | —                      | 12                     | - Storbritannien: Silver                                                       | Innuendo                      |
| 1991                                                  | "I'm Going Slightly Mad"                                                    | —                      | —                      | 19                     | 20                     | —                      | —                      | 42                     | 22                     | —                      | —                      |                                                                                | Innuendo                      |
| 1991                                                  | "Headlong"                                                                  | —                      | —                      | 25                     | 43                     | —                      | —                      | —                      | 14                     | —                      | —                      |                                                                                | Innuendo                      |
| 1991                                                  | "The Show Must Go On"                                                       | 75                     | 2                      | 17                     | 6                      | 20                     | 11                     | 7                      | 16                     | —                      | —                      | - Frankrike: Guld - USA: Guld                                                  | Innuendo                      |
| 1991                                                  | "Bohemian Rhapsody"/"These Are the Days of Our Lives"                       | 5                      | 15                     | 1                      | 1                      | 16                     | 8                      | 16                     | 1                      | 2                      | 8                      | - Storbritannien: Platina                                                      | A Night at the Opera/Innuendo |
| 1992                                                  | "Who Wants to Live Forever"/"Friends Will Be Friends"                       | —                      | —                      | —                      | 6                      | —                      | 36                     | —                      | —                      | —                      | —                      |                                                                                | Greatest Hits II              |
| 1992                                                  | "We Will Rock You" (live)/"We Are the Champions" (live)                     | —                      | —                      | —                      | 9                      | —                      | —                      | —                      | —                      | —                      | —                      | Live at Wembley '86                                                            |                               |
| 1992                                                  | "We Are the Champions"/"We Will Rock You" (omlansering)                     | 81                     | 14                     | —                      | —                      | —                      | —                      | —                      | —                      | 52                     | —                      | Greatest Hits                                                                  |                               |
| 1995                                                  | "Heaven for Everyone"                                                       | 15                     | 8                      | 7                      | 2                      | 25                     | 9                      | 15                     | 2                      | —                      | 4                      | - Frankrike: Silver - Storbritannien: Silver                                   | Made in Heaven                |
| 1995                                                  | "A Winter's Tale"                                                           | 71                     | —                      | 23                     | 16                     | —                      | 28                     | 62                     | 6                      | —                      | 23                     |                                                                                | Made in Heaven                |
| 1996                                                  | "I Was Born to Love You"                                                    | —                      | —                      | —                      | —                      | —                      | —                      | —                      | —                      | —                      | —                      |                                                                                | Made in Heaven                |
| 1996                                                  | "Too Much Love Will Kill You"                                               | —                      | —                      | 28                     | —                      | —                      | —                      | —                      | 15                     | —                      | —                      |                                                                                | Made in Heaven                |
| 1996                                                  | "Let Me Live"                                                               | —                      | —                      | —                      | 28                     | —                      | —                      | 67                     | 9                      | —                      | —                      |                                                                                | Made in Heaven                |
| 1996                                                  | "You Don't Fool Me"                                                         | —                      | 14                     | 23                     | 22                     | —                      | 27                     | 26                     | 17                     | —                      | 23                     |                                                                                | Made in Heaven                |
| 1997                                                  | "No-One but You (Only the Good Die Young)"/"Tie Your Mother Down"           | —                      | —                      | —                      | 33                     | —                      | —                      | 75                     | 13                     | —                      | —                      | Queen Rocks                                                                    |                               |
| 1998                                                  | "We Are the Champions" (omlansering)                                        | —                      | 10                     | —                      | —                      | —                      | —                      | —                      | —                      | —                      | —                      | Greatest Hits                                                                  |                               |
| 1999                                                  | "Under Pressure (Rah Mix)" (med David Bowie)                                | —                      | —                      | —                      | 21                     | —                      | —                      | —                      | 14                     | —                      | —                      | Greatest Hits III                                                              |                               |
| 2000                                                  | "Princes of the Universe" (omlansering)                                     | —                      | —                      | —                      | 45                     | —                      | —                      | —                      | —                      | —                      | —                      | Greatest Hits III                                                              |                               |
| 2003                                                  | "We Will Rock You" (omlansering)                                            | —                      | 10                     | —                      | —                      | —                      | 49                     | 69                     | —                      | —                      | —                      | The Platinum Collection                                                        |                               |
| 2003                                                  | "Another One Bites the Dust"/"We Will Rock You" (omlansering)               | —                      | 48                     | —                      | —                      | —                      | —                      | —                      | —                      | —                      | —                      | The Platinum Collection                                                        |                               |
| 2011                                                  | "Keep Yourself Alive (Long-Lost Retake)"/"Stone Cold Crazy (Remastered)"[!] | —                      | —                      | —                      | —                      | —                      | —                      | —                      | —                      | —                      | —                      | Inget album                                                                    |                               |
| 2014                                                  | "Let Me In Your Heart Again (William Orbit Mix)"                            | —                      | —                      | —                      | —                      | —                      | —                      | —                      | 102                    | —                      | —                      | Queen Forever                                                                  |                               |
| 2014                                                  | "Let Me In Your Heart Again"                                                | —                      | —                      | —                      | —                      | —                      | —                      | —                      | —                      | —                      | —                      | Queen Forever                                                                  |                               |
| "—" betecknar att singeln inte tog sig upp på listan. |                                                                             |                        |                        |                        |                        |                        |                        |                        |                        |                        |                        |                                                                                |                               |

Noteringar
- ^  Denna uppsättning låtar kallas "Stormtroopers in Stilettos", en referens till "She Makes Me (Stormtrooper in Stilettos)" från Sheer Heart Attack.

### Promosinglar
| 1991                                                  | "I Can't Live with You"   | — | 28 | Innuendo             |
| 1991                                                  | "Ride the Wild Wind"      | 1 | —  | Innuendo             |
| 1991                                                  | "Delilah"                 | — | —  | Innuendo             |
| 1991                                                  | "Stone Cold Crazy"        | — | —  | Sheer Heart Attack   |
| 2004                                                  | "I'm in Love with My Car" | — | —  | A Night at the Opera |
| "—" betecknar att singeln inte tog sig upp på listan. |                           |   |    |                      |

### Som medverkande artist
| 1993                                                  | "Somebody to Love (Live Version)" (Queen + George Michael)           | 19 | 16 | 1  | 6  | 8  | —  | 21 | 1  | 30 | 15 | Five Live         |
| 1998                                                  | "Another One Bites the Dust" (Queen + Wyclef Jean med Pras och Free) | —  | 62 | 11 | 21 | 9  | 35 | 46 | 5  | —  | 23 | Greatest Hits III |
| 2000                                                  | "We Will Rock You" (5ive + Queen)                                    | 3  | —  | 6  | 15 | 29 | 18 | 8  | 1  | —  | 2  | Invincible        |
| 2003                                                  | "Flash" (Queen + Vanguard)                                           | 95 | —  | 43 | —  | —  | —  | 17 | 15 | —  | 44 |                   |
| 2005                                                  | "Reaching Out"/"Tie Your Mother Down" (Queen + Paul Rodgers)         | —  | —  | —  | 27 | —  | —  | —  | —  | —  | —  |                   |
| 2006                                                  | "Another One Bites the Dust" (Queen vs. The Miami Project)           | —  | —  | —  | 49 | —  | —  | 88 | 31 | —  | —  |                   |
| 2007                                                  | "Say It's Not True" (Queen + Paul Rodgers)                           | —  | 75 | —  | 62 | —  | —  | 82 | 90 | —  | —  | The Cosmos Rocks  |
| 2008                                                  | "C-lebrity" (Queen + Paul Rodgers)                                   | —  | 96 | —  | 50 | —  | —  | 67 | 33 | —  | —  | The Cosmos Rocks  |
| 2008                                                  | "We Believe" (Queen + Paul Rodgers)                                  | —  | —  | —  | —  | —  | —  | —  | —  | —  | —  | The Cosmos Rocks  |
| 2009                                                  | "Bohemian Rhapsody" (Queen + Mupparna)                               | —  | —  | —  | —  | —  | —  | —  | 32 | —  | —  |                   |
| 2012                                                  | "We Will Rock You Von Lichten" (Queen + Von Lichten)                 | —  | —  | —  | —  | —  | —  | —  | —  | —  | —  |                   |
| "—" betecknar att singeln inte tog sig upp på listan. |                                                                      |    |    |    |    |    |    |    |    |    |    |                   |

## Musikvideor
| År   | Titel                                               | Regissör(er)                                     |
| ---- | --------------------------------------------------- | ------------------------------------------------ |
| 1973 | "Keep Yourself Alive"                               | Bruce Gowers                                     |
| 1973 | "Liar"                                              | Bruce Gowers                                     |
| 1974 | "Seven Seas of Rhye"                                | i.u.[A]                                          |
| 1974 | "Killer Queen"                                      | Robin Nash                                       |
| 1974 | "Now I'm Here"                                      | Bruce Gowers                                     |
| 1975 | "Bohemian Rhapsody"                                 | Bruce Gowers                                     |
| 1976 | "You're My Best Friend"                             | Bruce Gowers                                     |
| 1976 | "Somebody to Love"                                  | Bruce Gowers                                     |
| 1977 | "Tie Your Mother Down"                              | Bruce Gowers                                     |
| 1977 | "Good Old-Fashioned Lover Boy"                      | i.u.[A]                                          |
| 1977 | "We Are the Champions"                              | Derek Burbidge                                   |
| 1977 | "We Will Rock You (Fast Live Version)"              | Rock Flicks                                      |
| 1978 | "We Will Rock You"                                  | Rock Flicks                                      |
| 1978 | "Spread Your Wings"                                 | Rock Flicks                                      |
| 1978 | "Bicycle Race"                                      | Dennis de Vallance                               |
| 1978 | "Fat Bottomed Girls"                                | Dennis de Vallance                               |
| 1979 | "Don't Stop Me Now"                                 | Jorgan Kliebenst                                 |
| 1979 | "Love of My Life (Live Version)"                    | Dennis de Vallance                               |
| 1979 | "Crazy Little Thing Called Love"                    | Dennis de Vallance                               |
| 1979 | "Save Me"                                           | Keef                                             |
| 1980 | "Play the Game"                                     | Brian Grant                                      |
| 1980 | "Another One Bites the Dust"                        | Daniella Green                                   |
| 1980 | "Flash"                                             | Don Norman                                       |
| 1981 | "Under Pressure" (med David Bowie)                  | David Mallet                                     |
| 1982 | "Body Language"                                     | Mike Hodges                                      |
| 1982 | "Las Palabras de Amor (The Words of Love)"          | i.u.[A]                                          |
| 1982 | "Calling All Girls"                                 | Brian Grant                                      |
| 1982 | "Staying Power (Live Version)"                      | i.u.[B]                                          |
| 1982 | "Back Chat"                                         | Brian Grant                                      |
| 1983 | "Radio Ga Ga"                                       | David Mallet                                     |
| 1984 | "I Want to Break Free"                              | David Mallet                                     |
| 1984 | "It's a Hard Life"                                  | Tim Pope                                         |
| 1984 | "Hammer to Fall"                                    | David Mallet                                     |
| 1985 | "One Vision"                                        | Rudi Dolezal och Hannes Rossacher                |
| 1985 | "One Vision (Extended Version)"                     | Rudi Dolezal och Hannes Rossacher                |
| 1986 | "One Year of Love"                                  | Rudi Dolezal och Hannes Rossacher                |
| 1986 | "A Kind of Magic"                                   | Russell Mulcahy                                  |
| 1986 | "Princes of the Universe"                           | Russell Mulcahy                                  |
| 1986 | "Friends Will Be Friends"                           | Rudi Dolezal och Hannes Rossacher                |
| 1986 | "Who Wants to Live Forever"                         | David Mallet                                     |
| 1989 | "I Want It All"                                     | David Mallet                                     |
| 1989 | "Breakthru"                                         | Rudi Dolezal och Hannes Rossacher                |
| 1989 | "The Invisible Man"                                 | Rudi Dolezal och Hannes Rossacher                |
| 1989 | "Scandal"                                           | Rudi Dolezal och Hannes Rossacher                |
| 1989 | "The Miracle"                                       | Rudi Dolezal och Hannes Rossacher                |
| 1990 | "Innuendo"                                          | Jerry Hibbert, Rudi Dolezal och Hannes Rossacher |
| 1991 | "I'm Going Slightly Mad"                            | Rudi Dolezal och Hannes Rossacher                |
| 1991 | "Headlong"                                          | Rudi Dolezal och Hannes Rossacher                |
| 1991 | "The Show Must Go On"                               | Rudi Dolezal och Hannes Rossacher                |
| 1991 | "These Are the Days of Our Lives"                   | Rudi Dolezal, Hannes Rossacher och J. Mitchell   |
| 1992 | "Somebody to Love (Live Version)"                   | i.u.[C]                                          |
| 1995 | "Heaven for Everyone"                               | David Mallet                                     |
| 1995 | "A Winter's Tale"                                   | Rudi Dolezal och Hannes Rossacher                |
| 1995 | "I Was Born to Love You"                            | Richard Heslop                                   |
| 1996 | "Too Much Love Will Kill You"                       | Rudi Dolezal och Hannes Rossacher                |
| 1996 | "Let Me Live"                                       | Bernard Rudden                                   |
| 1996 | "You Don't Fool Me"                                 | Mark Szaszy                                      |
| 1996 | "Mother Love"                                       | Jim Gillespie                                    |
| 1996 | "My Life Has Been Saved"                            | Nichola Bruce                                    |
| 1997 | "The Show Must Go On (Live Version)"                | i.u.[D]                                          |
| 1997 | "No-One but You (Only the Good Die Young)"          | Rudi Dolezal och Hannes Rossacher                |
| 1998 | "Another One Bites the Dust (Small Soldiers Remix)" | i.u.[E]                                          |
| 1999 | "Under Pressure (Rah Mix)"                          | Rudi Dolezal och Hannes Rossacher                |
| 2014 | "Let Me In Your Heart Again (William Orbit Mix)"    | i.u.[F]                                          |
| 2014 | "Let Me In Your Heart Again (Queen Version)"        | i.u.[F]                                          |

- A^  Samlat videomaterial från Queens framträdande med låten på Top of the Pops.
- B^  Samlat videomaterial från en konsert under Milton Keynes Bowl 1982.
- C^  Samlat videomaterial från Freddie Mercurys hyllningskonsert tillsammans med George Michael.
- D^  Samlat videomaterial från Freddie Mercurys hyllningskonsert tillsammans med Elton John.
- E^  Samlat videomaterial från filmen Små soldater.
- F^  Samlat videomaterial från en konsert i Bryssel under The Works Tour 1984.

## Datorspel
| År   | Spelinformation                                                                                                |
| ---- | --- |
| 1998 | Queen: The eYe - Släppt: 1998 - Utvecklare: Destination Design - Utgivare: Electronic Arts - Format: 5x CD-ROM |